# James Bond 007: From Russia with Love
James Bond 007: From Russia with Love (2006) är titeln på ett spel utvecklat av Electronic Arts. Spelet finns utgivet till Gamecube, Playstation 2, Xbox och Playstation Portable. Sean Connery gör rösten som James Bond. Natasha Bedingfield och J. B. Blanc medverkar också.